# Quattrox
Quattroxとはタカラが英国のscalextricと提携し、タカラトミーが2006年から2007年にかけて発売した1/32スロットカー。
アナログ仕様は従来どおりだが、デジタル仕様は専用コントローラーに設けられたボタンで、レーンチェンジができるようになっていた。
従来、家庭用スロットカーの市場は日本では育たない、という定説が業界関係者間であり、これを覆せるか否か注目されていた。
しかし上市一年足らずの2007年下半期頃、市場から撤退した。